# غوردون هاميلتون (ملحن)
غوردون هاميلتون (بالإنجليزية: Gordon Hamilton)‏ هو موزع وملحن أسترالي، ولد في 1982.

## وصلات خارجية
- غوردون هاميلتون على موقع ميوزك برينز (الإنجليزية)
- غوردون هاميلتون على موقع ديسكوغز (الإنجليزية)